# Малкият Манхатън
„Малкият Манхатън“ (на английски: Little Manhattan) е американска романтична комедия от 2005 г. на режисьора Марк Левин по сценарий на Дженифър Флакет с участието на Джош Хъчърсън, Шарлот Рей Розенбърг, Брадли Уитфорд и Синтия Никсън. Филмът е заснет в Манхатън, а сюжетът ни запознава с 10-годишно момче, който се влюбва за пръв път.